# ریوردیل (داکوتای شمالی)
ریوردیل(به انگلیسی: Riverdale) شهری در ایالت داکوتای شمالی کشور ایالات متحده آمریکا است که جمعیت آن در سرشماری سال ۲۰۱۰ میلادی، ۲۰۵ نفر بوده‌است.